# Де Врис, Элма
Эйда Ламберта Мариан «Элма» де Врис (нидерл. Eida Lambertha Marian "Elma" de Vries; род. 20 марта 1983 года, Хауле, Нидерланды) — нидерландская конькобежка. Призёр кубка мира по конькобежному спорту 2009/2010 года. Участница зимних Олимпийских игр 2010 года.

## Биография
Элма де Врис родилась в поселении Хауле, провинция Фрисландия. Впервые на коньки стала в трёхлетнем возрасте. Спустя несколько лет начала заниматься лёгкой атлетикой, а после этого начала тренироваться на коньках на базе клуба «Noordenveld» (с 1991 года). В 1996 году начала выступления за юношескую сборную Нидерландов по конькобежному спорту. Имеет диплом VWO по специальности — социальная география. Её родной брат Боб де Врис также известный голландский конькобежец и участник Олимпийских игр. В 2018 году объявила о скором завершении профессиональной карьеры.
Первую медаль на соревновании международного уровня де Врис выиграла во время II-го этапа кубка мира по конькобежному спорту 2009/2010 года, что проходил 15 ноября 2009 года в голландском городе — Херенвен. Её команда в женской командной гонке с результатом 3:02.12 выиграла серебряные медали, опередив соперниц из России (3:02.40 — 3-е место), уступив первенство спортсменкам из Канады (3:00.39 — 1-е место).
На зимних Олимпийских играх 2010 де Врис была заявлена для участия в забеге на 5000 м. 24 февраля 2010 года она завершила свой забег на 5000 м с результатом 7:16.68. В общем итоге она заняла 11-е место.